# حصار أصفهان (1387)
حصار أصفهان هو حصار أقامه تيمورلنك ضد دولة آل مظفر في 1387.

## الخلفية
لضم دولة آل مظفر كان على تيمورلنك أن يستولي على مدينتين رئيسيتين: أصفهان وشيراز. في 1387 وصل تيمورلنك مع جيشه إلى أصفهان، التي استسلمت على الفور، لذا تعامل معهم بالرحمة كما يفعل عادة مع المدن التي استسلمت.

## الحصار
بعد فترة قصيرة قامت أصفهان بثورة ضد ضرائب تيمورلنك من خلال قتل جامعي الضرائب وبعض جنود تيمورلنك. قام تيمور بحصار المدينة واستعاد السيطرة عليها بجهد قليل.

## مذبحة المواطنين
بعد استعادة سيطرته على المدينة أمر بمذبحة للمواطنين الذين قاوموا. ويقدر عدد القتلى بما لا يقل عن 70،000 شخص ماتسبب في جبل من الجماجم. وأحصى شاهد عيان أكثر من 28 برجًا شيدت كل منها بنحو 1500 رأس. وقد وُصف هذا بأنه «استخدام منهجي للإرهاب ضد المدن ... عنصرًا مكملاً للأسلوب الاستراتيجي لتيمورلنك» والذي اعتبره منعًا لسفك الدم عن طريق تثبيط المقاومة. كانت مذابحه انتقائية وقد ينجي من مذابحه الفنانين والمثقفين. كان هذا الأسلوب ملهم ومؤثر فيما بعد في الفاتح الآسيوي الكبير التالي:نادر شاه.

## بعد المعركة
بعد المجزرة بقيت اصفهان مخلصة لتيمور، فذهب للإستيلاء على شيراز. على عكس الأحداث التي وقعت بعد حصار هرات لم يدمر تيمورلنك أي من المباني والعمارة بالمدينة مما سمح لها بالاحتفاظ بأهميتها وتأثيرها في بلاد فارس.